# تعال وخذها (فلم)
تعال وخذها (بالإنجليزية: Come and Get It) هو فيلم دراما تم إنتاجه في الولايات المتحدة وصدر في سنة 1936. الفيلم من إخراج وليام وايلر.

## بطولة
- والتر برينان

### ترشيحات وجوائز
| السنة | الحدث          | الفئة                  | النتيجة  |
| ----- | -------------- | ---------------------- | -------- |
|       | جائزة الأوسكار | أفضل ممثل في دور مساعد | فـــــوز |

## وصلات خارجية
- مقالات تستعمل روابط فنية بلا صلة مع ويكي بيانات